# Roche Terre
Roche Terre är en ort i Mauritius.   Den ligger i distriktet Rivière du Rempart, i den nordvästra delen av landet, 22 km nordost om huvudstaden Port Louis. Roche Terre ligger 23 meter över havet och antalet invånare är 3 199. Den ligger på ön Mauritius.
Terrängen runt Roche Terre är platt. Havet är nära Roche Terre åt nordost. Runt Roche Terre är det tätbefolkat, med 913 invånare per kvadratkilometer. Närmaste större samhälle är Goodlands, 1,8 km söder om Roche Terre. Omgivningarna runt Roche Terre är en mosaik av jordbruksmark och naturlig växtlighet.